# Fort de Balaguier
Le fort de Balaguier ou fort Balaguier est un ouvrage militaire situé sur la commune de La Seyne-sur-Mer (Var, France).
Il fut édifié en 1636 dans le but de protéger des intrusions la rade de Toulon. Sa construction est décidée et entreprise à l'issue d'une inspection des côtes de Provence par Henri de Séguiran, premier président du parlement de Provence et lieutenant du grand maître de la navigation qu'était le cardinal de Richelieu. Il s'agit pour lors de contrer les intentions belliqueuses de la maison de Habsbourg en Méditerranée. Dans le même mouvement, Richelieu fait édifier un ensemble de tours défensives sur les côtes de Provence depuis Antibes (tour du Grillon) à l'île des Embiez (tour Sainte-Cécile), en passant par les îles d'Hyères.

## Histoire du fort
Sa création, dans la première moitié du XVIIe siècle correspond à un impératif stratégique : interdire l'accès de la rade de Toulon, ce que la Tour royale ne peut, à elle seule, garantir. En effet, la distance entre les deux ouvrages, qui contrôlent l'entrée de la petite rade de Toulon, est de 1 350 mètres, tandis que la portée maximale efficace de l'artillerie est de l'ordre de mille mètres.
Quelques années plus tard, en 1673, les défenses du fort seront revues et améliorées par l'ingénieur de la marine Gombert, à la veille de la guerre contre la Hollande (adjonction de deux batteries à ciel ouvert). Lors de ses inspections de Toulon (1679, 1700 notamment), Vauban se montrera critique à l'égard de l'ouvrage, qu'il estime mal protégé contre un coup de main venant de la terre. Il donnera un projet d'amélioration de la tour et de son enceinte, qui ne sera pas réalisé.
En 1793, après que la ville de Toulon se sera livrée aux Britanniques, le fort sera le théâtre d'âpres combats entre les soldats de la République, guidés par Bonaparte, et les Britanniques, le Fort de l'Éguillette, (de l'autre côté de cette petite baie) jouera également un rôle similaire dans la libération de Toulon, par les Anglais.
Le fort est remanié en 1846. La batterie est augmentée sur l'aile droite, qui est allongée et munie d'un puissant parapet en terre. À cette occasion, il est envisagé de raser la tour afin d'éviter que les servants de la batterie ne risquent d'être blessés par des éclats de pierre en cas de coup reçu dans la tour. Cette disposition n'est heureusement pas retenue.
Le fort de Balaguier fait l’objet d’une inscription au titre des monuments historiques depuis le 17 mars 1975. Il est affecté à la Marine nationale et est mis à la disposition de la ville de La Seyne-sur-Mer, qui y exploite un musée maritime (ouvert tous les jours sauf le mardi).

## Dans la culture
En 1967, Robert Dhéry tourne une scène du film Le Petit Baigneur, dans la baie adjacente, incluant Louis de Funès aux côtés de Michel Galabru (qui joue du clairon proche d'un bateau militaire).